# Qorghas
Der Qorghas (kasachisch Қорғас; russisch Хоргос Chorgos) ist ein rechter Nebenfluss des Ili an der chinesisch-kasachischen Grenze.
Der Qorghas bildet den Abfluss des Bergsees Qasanköl im Beschintau südlich des Dsungarischen Alatau im Verwaltungsbezirk Panfilow (Gebiet Schetissu) in Kasachstan. Von dort fließt er in überwiegend südlicher Richtung. Nach etwa 20 km erreicht er die Staatsgrenze zu China und fließt die restlichen 160 km bis zu seiner Mündung in den Ili entlang der Grenze. Das Gebiet östlich der Grenze gehört zum Kreis Huocheng im Autonomen Bezirk Ili. Beim Verlassen des Berglands bildet der Fluss einen Schwemmkegel. Bei der kasachischen Siedlung Qorghas führt eine Straße über den Fluss zur gegenüber in China gelegenen Stadt Korgas.